# Marja Kanervo
Marja Helena Kanervo, född 6 december 1958 i S:t Michel, är en finländsk bildkonstnär.
Kanervo genomgick Finlands konstakademis skola 1977–1981 och studerade vid Konstfackskolan i Stockholm 1985–1986. Hon ställde ut första gången 1981, och har främst blivit känd för sina installationer i olika material i varierande miljöer. På 1980-talet var hon en av de mest uppmärksammade kvinnliga konstnärer inom denna genre. Ett återkommande motiv i hennes verk har varit rivning och nedbrytning av rum, även framställt genom fotografier och förstärkt med ljud- och ljuseffekter. Åren 1982–1984 medverkade hon i performancegruppen Jack Helen Brut.
Kanervo var Årets konstnär vid Helsingfors festspel 1993 och har bland annat deltagit i biennalen för unga konstnärer i Paris 1982 och i biennalen i São Paulo 1989. Hon belönades 1995 med ett stort Unescopris i samband med en utställning i Unescos högkvarter i Paris. År 2013 mottog hon Pro Finlandia-medaljen samt ett femårigt konstnärsstipendium från Statens bildkonstkommission.